# José Ignacio Pérez Frías
José Ignacio Pérez Frías (Madrid, Comunidad de Madrid, España, 27 de abril de 1955-Málaga, 30 de marzo de 2018) fue un futbolista español que se desempeñaba como defensa, y médico del deporte en Málaga.

## Biografía
Era hijo de un empleado del hotel Castellana Hilton, Pedro Pérez, y su mujer, Isabel Frías. El matrimonio tuvo once hijos —Javier, Mari Carmen, Pedro Luis, Nacho, Juan Carlos, Marisol, Maribel, María Asunción, María José, Miguel Ángel y Beatriz—. En Málaga nacería María Elena, con la que se completaría definitivamente la familia.
A los catorce años se trasladó a Málaga junto con toda su familia, por el traslado profesional de su padre. En Málaga, fichó junto con su hermano Juan Carlos, un año menor que él, en la UD Puerto Malagueño. Tras una breve etapa en el Real Madrid truncada por una lesión, se integró en las filas del Atlético Malagueño, con el que ascendió en la temporada 1976-77 al CD Málaga. Allí militó durante ocho temporadas, —viviendo dos ascensos a Primera División (1979 y 1982)—, jugando 222 partidos y llegando a ser capitán.
Durante su etapa como futbolista en Málaga, realizó los estudios de medicina en la Universidad de Málaga, inaugurada recientemente por aquel entonces.
Fue padre del también futbolista Nacho Pérez, y hermano de Juan Carlos Pérez Frías.
Fue profesor del Centro Adscrito de Magisterio María Inmaculada de Antequera, donde formaba a futuros docentes en los grados de Educación Primaria y Educación Infantil.
Semanas antes de fallecer, sufrió unas graves quemaduras por las que tuvo que permanecer ingresado varias semanas en el Hospital Universitario Carlos Haya.

## Clubes
| Club                  | País   | Año       |
| --------------------- | ------ | --------- |
| Club Deportivo Málaga | España | 1976-1984 |